# Проституция в Танзания
Проституцията в Танзания е незаконна, но на практика е широко разпространена. Много жени са принудени да проституират поради бедността и разпадането на семейните ценности. Трафикът и проституцията са основен проблем в Танзания; основни дестинации за секс туризъм са Занзибар и Пемба.
През 2008 година печели финансиране план на трима студенти, чиято цел е да се намали проблемът с проституцията, като се предлагат храна, заетост и практически умения на децата, принудени да работят като проститутки.